# 116-й меридіан східної довготи
116-й меридіан східної довготи — лінія довготи, що лежить на 116 градусів східніше Гринвіцького меридіана. Вона проходить від Північного полюса через Північний Льодовитий океан, Азію, Індійський океан, Австралазію, Південний океан та Антарктиду до Південного полюса.
116-й меридіан східної довготи формує велике коло разом із 64-тим меридіаном західної довготи.

## Список географічних об'єктів, що перетинає 116° сх. д.
Починаючи на Північному полюсі та рухаючись до Південного полюса, 116-й меридіан східної довготи проходить через:
| Координати                                                   | Країна, територія або море | Примітки |
| ------------------------------------------------------------ | -------------------------- | --- |
| 90°0′ пн. ш. 116°0′ сх. д. / 90.000° пн. ш. 116.000° сх. д.  | Північний Льодовитий океан | |
| 78°49′ пн. ш. 116°0′ сх. д. / 78.817° пн. ш. 116.000° сх. д. | Море Лаптєвих              | |
| 74°21′ пн. ш. 116°0′ сх. д. / 74.350° пн. ш. 116.000° сх. д. | Росія                      | Проходить через Піщаний острів |
| 74°16′ пн. ш. 116°0′ сх. д. / 74.267° пн. ш. 116.000° сх. д. | Море Лаптєвих              | |
| 73°41′ пн. ш. 116°0′ сх. д. / 73.683° пн. ш. 116.000° сх. д. | Росія                      | |
| 49°59′ пн. ш. 116°0′ сх. д. / 49.983° пн. ш. 116.000° сх. д. | Монголія                   | |
| 48°42′ пн. ш. 116°0′ сх. д. / 48.700° пн. ш. 116.000° сх. д. | КНР                        | Внутрішня Монголія |
| 47°43′ пн. ш. 116°0′ сх. д. / 47.717° пн. ш. 116.000° сх. д. | Монголія                   | |
| 45°38′ пн. ш. 116°0′ сх. д. / 45.633° пн. ш. 116.000° сх. д. | КНР                        | Внутрішня Монголія Хебей Проходить західніше Пекіна Хебей Шаньдун Хенань — приблизно на 8 км Шаньдун Хенань Аньхой Хубей — приблизно на 10 км Аньхой Хубей Цзянсі — проходить східніше Наньчана Фуцзянь Гуандун |
| 22°50′ пн. ш. 116°0′ сх. д. / 22.833° пн. ш. 116.000° сх. д. | Південнокитайське море     | Проходить через спірні острови Спратлі |
| 5°48′ пн. ш. 116°0′ сх. д. / 5.800° пн. ш. 116.000° сх. д.   | Малайзія                   | Проходить через острів Калімантан Сабах |
| 4°21′ пн. ш. 116°0′ сх. д. / 4.350° пн. ш. 116.000° сх. д.   | Індонезія                  | Проходить через острів Калімантан Північний Калімантан Східний Калімантан Південний Калімантан |
| 3°31′ пд. ш. 116°0′ сх. д. / 3.517° пд. ш. 116.000° сх. д.   | Яванське море              | Проходить західніше острова Лаут[en], Індонезія проходить східніше островів Кангеан[en], Індонезія |
| 7°12′ пд. ш. 116°0′ сх. д. / 7.200° пд. ш. 116.000° сх. д.   | Балійське море             | |
| 8°44′ пд. ш. 116°0′ сх. д. / 8.733° пд. ш. 116.000° сх. д.   | Індонезія                  | Проходить через острів Ломбок |
| 8°54′ пд. ш. 116°0′ сх. д. / 8.900° пд. ш. 116.000° сх. д.   | Індійський океан           | |
| 21°2′ пд. ш. 116°0′ сх. д. / 21.033° пд. ш. 116.000° сх. д.  | Австралія                  | Західна Австралія — проходить східніше Перта |
| 34°51′ пд. ш. 116°0′ сх. д. / 34.850° пд. ш. 116.000° сх. д. | Індійський океан           | Австралія визнає цю акваторію частиною Південного океану[1][2] |
| 60°0′ пд. ш. 116°0′ сх. д. / 60.000° пд. ш. 116.000° сх. д.  | Південний океан            | |
| 66°21′ пд. ш. 116°0′ сх. д. / 66.350° пд. ш. 116.000° сх. д. | Антарктида                 | Проходить через Австралійську антарктичну територію (претендує Австралія) |